# Война Самоцветов
«Война́ Самоцве́тов» (англ. The War of the Jewels) — одиннадцатый том 12-томной «Истории Средиземья» Кристофера Толкина, в которой он анализирует неизданные рукописи своего отца, Дж. Р. Р. Толкина. Это второй из двух томов (первый — «Кольцо Моргота»), в котором исследуются поздние черновики «Сильмариллиона» 1951 года (написанные после окончания работы над «Властелином Колец»).

## Содержание
Книга включает:
- Вторую часть черновиков «Сильмариллиона» 1951 года.
- Развёрнутое изложение «Серых анналов», истории Белерианда после прихода эльфов.
- Дополнительные повествования о Хурине и трагедии его детей (см. Дети Хурина). «Странствия Хурина» являются заключением «Песни о детях Хурина». Они не были включены в финальную версию «Сильмариллиона», поскольку Кристофер Толкин боялся, что серьёзное урезание этого текста (которое было бы необходимым для подгонки данного фрагмента под стилистику остальной книги) было бы слишком трудоёмким и сделало бы историю чересчур сложной и неудобочитаемой.
- Объяснения Кристофера Толкина о том, как он, с помощью будущего писателя фэнтези Гая Гавриэла Кея, составил главу 22 «Квента Сильмариллион», поскольку ни одно из описаний данного эпизода у его отца не было достаточно поздним по времени, чтобы вписаться в финальную форму повествования в «Сильмариллионе». В частности, все старые тексты изображали Тингола мошенником, который обманывает гномов Ногрода, чтобы не платить им; также описание Пояса Мелиан в более ранних материалах изображает гораздо более слабый объект, нежели непреодолимый барьер, из версий, написанных после «Властелина Колец».
- Исследование Толкина о происхождении энтов и гигантских орлов.
- «Квенди и Эльдар» — обсуждение множества самоназваний эльфов на примитивном квенийском и общем эльдарине и их развития в квенья, синдарине и тэлерине; содержит множество деталей об истории эльфов и их разделении. Также объясняет эльфийские имена, данные людям, гномам и оркам.
- «Куивиэньярна» — эльфийское народное сказание о пробуждении эльфов.

## Значение надписи на первой странице
На первой странице каждого тома «Истории Средиземья» можно видеть надпись рунами Феанора (Тенгвар, алфавит, придуманный Толкином для Высоких эльфов), написанную Кристофером Толкином и кратко объяснящую содержание книги. В «Войне Самоцветов» надпись гласит: 

В этой книге записаны последние труды Джона Рональда Руэла Толкина о войнах Белерианда, также рассказывается история о том, как Хурин Талион принёс погибель людям Бретиля и ещё многое другое, относящееся к Эдайн и гномам, а также именам многих народов на языке эльфов.